# マークスマン級駆逐艦
マークスマン級嚮導駆逐艦（英語: Marksman-class flotilla leader）は、イギリス海軍の嚮導駆逐艦の艦級。「ライトフット」をネームシップとすることもある。

## 来歴
従来、イギリス海軍は、水雷戦隊の旗艦として偵察巡洋艦を充当しており、リバー級（後のE級）の整備とあわせて、1905年にはアドヴェンチャー級・フォワード級・パスファインダー級・センティネル級の4クラス8隻が配備された。しかしその後、駆逐艦が更に高速化を図ったことから、これらの偵察巡洋艦では艦隊行動への追随が困難となっていた。
このことから、まず1912年、高速駆逐艦のプロトタイプとして建造されていた大型の「スウィフト」が嚮導艦として改装された。そしてこの実績を踏まえて、1913年8月より、専用の嚮導艦の計画が着手された。1913年10月に行われた海軍本部の戦時幕僚会議 (Admiralty War Staff) では、トライバル級（F級）の既存艦をもとに、艦橋構造物の拡大強化やポールセン長距離無線通信システムの搭載を施す計画が提出された。しかし第三海軍卿は造艦局長（DNC）に対し、1,800トン以内で33～34ノット、4インチ砲4門とポンポン砲4門を搭載する艦の検討を指示した。これによって建造されたのが本級である。

## 設計
検討段階では、巡洋艦の延長線上として装甲の付与も検討されていたが、最終的に駆逐艦の大型化版とされた。機関部の構成はおおむねアドミラルティM級と類似している。4基のボイラーは3つの缶室に収められている。
上記の要求に基づき、艦砲は従来の駆逐艦よりも1門多く、40口径10.2cm砲（QF 4インチ砲Mk.IV）を4門搭載している。また対空兵器としては、当初設計では29口径37mm高角機銃（QF 1ポンド・ポンポン砲）を予定していたが、1914年8月に一部が欧州大陸への派遣地上部隊に配分されたことから、43口径37mm高角機銃（QF 1.5ポンド・ポンポン砲）を搭載した艦もあった。また1915年に39口径40mm高角機銃（QF 2ポンド・ポンポン砲）が制式化されると、順次にこちらに換装された。また一部の艦では、更に45口径7.6cm高角砲（QF 3インチ砲Mk.I）への換装も行われた。
水雷兵装は従来の駆逐艦の装備を踏襲しており、53.3cm連装魚雷発射管2基を搭載した。

## 同型艦
1913-4年度計画では当初3隻が建造予定であったが、最終的に第1・3水雷戦隊向けの2隻のみが認可された。第2水雷戦隊は比較的低速のエイコーン級駆逐艦（H級）で構成されていたことから偵察巡洋艦が、また第4水雷戦隊には「スウィフト」が配された。また1914-5年度計画には2隻が盛り込まれていたが、1914年11月には3隻が追加された。これらの艦は、それぞれが指揮する予定の水雷戦隊に配属されていた駆逐艦と同じイニシャルを持つ艦名が付されていた。
- ケンペンフェルト（HMS Kempenfelt）
- アブディアル（HMS Abdiel）
- ガブリアル（HMS Gabriel）
- イシュリエル（HMS Ithuriel）
- ライトフット（HMS Lightfoot）
- マークスマン（HMS Marksman）
- ニムロッド（HMS Nimrod）